# Kamieniec (Basse-Silésie)
Pour les articles homonymes, voir Kamieniec.
Kamieniec est une localité polonaise de la gmina et du powiat de Kłodzko en voïvodie de Basse-Silésie.